# Мыслить как преступник (15-й сезон)
Пятнадцатый и финальный сезон американского телесериала «Мыслить как преступник» премьера которого состоялась на канале CBS 8 января 2020 года, заключительная серия сезона состоящего из десяти эпизодов вышла 19 февраля 2020 года.

## Сюжет
В Сиэтле за короткое время пропали без вести четыре молодые девушки. Возникает версия, что в городе появился серийный маньяк-убийца. За расследование этого криминального случая берется спецподразделение ФБР, специализирующееся на поведенческом анализе действий преступников.
Во главе этого подразделения стоит Джейсон Гидеон, который со своими напарниками пытается вычислить преступника, создавая его психологический портрет. Джейсон - не частый гость криминалистических лабораторий ФБР. Он и его команда выезжают на места преступлений, опрашивают свидетелей, анализируют и изучают психологическую сторону жизни преступника.

## В ролях

### Основной состав
- Джо Мантенья - Дэвид Росси
- Мэттью Грей Гублер - доктор Спенсер Рид
- Эй Джей Кук - Дженнифер Джеро
- Кирстен Вангснесс - Пенелопа Гарсия
- Айша Тайлер - Тара Льюис
- Дэниел Хенни - Мэттью Симмонс
- Адам Родригес - Люк Элвес
- Пэйджет Брюстер - Эмили Прентисс

## Эпизоды
| № общий | № в сезоне | Название                                 | Режиссёр             | Автор сценария                   | Дата премьеры   | Произв. код | Зрители в США (млн) |
| --- | ---------- | ---------------------------------------- | -------------------- | -------------------------------- | --------------- | ----------- | ------------------- |
| 315 | 1          | «Под кожей» «Under the Skin»             | Нельсон Маккормик    | Кристофер Барбур                 | 8 января 2020   | 1501        | 4.82                |
| Группа поведенческого анализа расследует дело преступника, который поразительно схож с последней навязчивой идеей Росси, «Хамелеоном» или Эвереттом Линчем, чуть не убившим Росси и исчезнувшим. |            |                                          |                      |                                  |                 |             |                     |
| 316 | 2          | «Пробуждение» «Awakenings»               | Алек Смайт           | Стефани Сенгупта                 | 8 января 2020   | 1502        | 4.49                |
| Пока Джей-Джей находится в больнице, остальная команда занята поисками Эверетта Линча и его дочери Грейс. Между тем, Спенсер навещает свою мать, Диану Рейд, в период ясности её сознания. |            |                                          |                      |                                  |                 |             |                     |
| 317 | 3          | «Замедление зрителя» «Spectator Slowing» | Кевин Берланди       | Брюс Циммерман                   | 15 января 2020  | 1503        | 4.58                |
| Команде поведенческого отдела предстоит расследовать серию, казалось бы, не связанных друг с другом взрывов, которые привели к жертвам по всему Кентукки и Теннесси. |            |                                          |                      |                                  |                 |             |                     |
| 318 | 4          | «Суббота» «Saturday»                     | Эдвард Аллен Бернеро | Стефани Биркитт & Брин Фрейзер   | 22 января 2020  | 1504        | 4.49                |
| Каждый член команды поведенческого отдела наслаждается своим субботним выходным по разному. Пока Росси и Прентисс помогают Симмонсу собрать новую кроватку, Гарсия проводит соревнования хакеров, а доктор Рид начинает общение с женщиной по имени Максин.                                            |            |                                          |                      |                                  |                 |             |                     |
| 319 | 5          | «Призрак» «Ghost»                        | Диана Валентина      | Бобби Чакон & Джим Клементе      | 29 января 2020  | 1505        | 5.88                |
| После серии смертельных перестрелок команда поведенческого отдела отправляется в Дес-Плейнс, штат Иллинойс, чтобы расследовать дело убийцы-подражателя. Однако всё идёт не по плану, когда сами герои становятся мишенью.                                                                              |            |                                          |                      |                                  |                 |             |                     |
| 320 | 6          | «Свидание» «Date Night»                  | Маркус Стоукс        | Брин Фрейзер                     | 5 февраля 2020  | 1506        | 4.35                |
| Отец и дочь оказываются похищены, а старый враг поведенческого отдела возвращается с весьма конкретными требованиями к доктору Риду, заставляя события меняться с невообразимой скоростью. |            |                                          |                      |                                  |                 |             |                     |
| 321 | 7          | «Ржавый» «Rusty»                         | Рэйчел Фельдман      | Эрика Мередит & Эрик Стиллер     | 5 февраля 2020  | 1507        | 3.74                |
| Команда поведенческого отдела отправляется в Денвер, чтобы расследовать ряд загадочных убийств. Здесь Прентисс предстоит оценить свои отношения со специальным агентом Эндрю Мендозой. |            |                                          |                      |                                  |                 |             |                     |
| 322 | 8          | «Фамильное древо» «Family Tree»          | Алек Смайт           | Брюс Циммерман                   | 12 февраля 2020 | 1508        | 3.94                |
| Прентисс и Джей-Джей сталкиваются с необходимостью принять важные решения касательно их будущего, когда команда поведенческого отдела едет в Бомонт, штат Техас, для расследования убийств нескольких крупных бизнесменов.                                                                             |            |                                          |                      |                                  |                 |             |                     |
| 323 | 9          | «Столкновение» «Face Off»                | Шарат Раджу          | Кристофер Барбур                 | 19 февраля 2020 | 1509        | 5.46                |
| Проходит год с тех пор, как Росси едва не умер от рук Эверетта Линча, известного как «Хамелеон», так что мужчина, вдохновлённый своим бывшим партнёром Джейсоном Гидеоном, разработал ряд новых теорий. Между тем, команда поведенческого отдела отправляется в эпическую охоту за Линчем.             |            |                                          |                      |                                  |                 |             |                     |
| 324 | 10         | «И в конце» «And in the End»             | Гленн Кершоу         | Эрика Мессер & Кирстен Вангснесс | 19 февраля 2020 | 1510        | 5.36                |
| После встречи лицом к лицу с Эвереттом Линчем, известным как Хамелеон, доктор Рид получает серьёзную травму головы и встречается в своих галлюцинациях со многими призраками собственного прошлого. Кроме того, команда поведенческого отдела узнает шокирующую информацию, затрагивающую лично Росси. |            |                                          |                      |                                  |                 |             |                     |

## Производство

### Разработка
10 января 2019 года телеканал CBS объявил что сериал будет продлен на пятнадцатый сезон, и он же станет финальным для сериала, также о том что в нем будет всего 10 серий.